# Herzog-Albrechts-Schule (Rastenburg)
Koordinaten: 54° 4′ 38,6″ N, 21° 22′ 19,6″ O

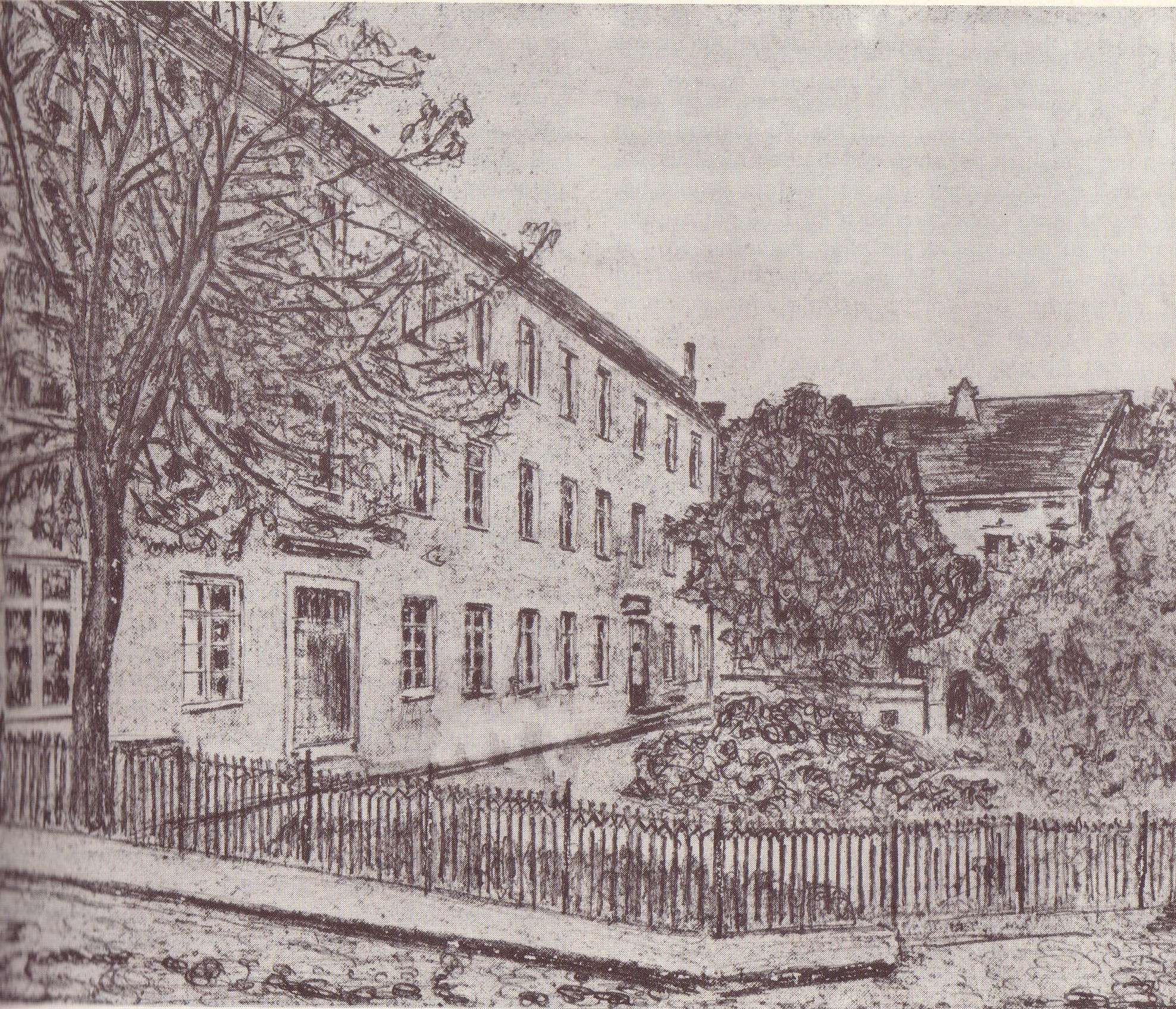
Altes Gymnasium (1817)

Die Herzog-Albrechts-Schule war ein Gymnasium in Rastenburg, Ostpreußen (heute Kętrzyn, Polen).

## Geschichte
1546 rief Herzog Albrecht (Preußen) die Lateinschule im masurischen Rastenburg, seiner ehemaligen Residenz, ins Leben, die die Schüler auf das Studium an der von ihm 1540 gegründeten und nach ihm benannten Albertus-Universität Königsberg vorbereiten sollte. Die Klassenzimmer waren im 2. Stock über dem gottesdienstlichen Raum der kleinen (polnischen) Kirche hinter der St.-Georg-Kirche. Die Schule hatte damals 200 Schüler. Nach altem Handwerksbrauch nannten sich die Lehrer Schulmeister und Gesellen.
An der Pest im Jahre 1625 starben fast alle Lehrer und Schüler. Drei Jahre später überfielen Polen unter Jakob Butler die Stadt. Die Schule wurde verwüstet, so dass jahrelang kein Unterricht gegeben werden konnte. Friedrich Wilhelm (Brandenburg) bewilligte Mittel zur Wiederherstellung des Gebäudes; nach neuerlichen Pestepidemien sank die Schülerzahl aber auf 48. Im Siebenjährigen Krieg konnte den Lehrern lange kein Gehalt gezahlt werden. Das Schulgebäude war schon 1750 baufällig.
1804 übernahm Friedrich Wilhelm III. (Preußen) das Patronat über die inzwischen zum Gymnasium erhobene Lateinschule. Anstelle des alten Erzpriesterhauses wurde 1817 eine neue große zweistöckige Schule gebaut. Ein 3. Stockwerk wurde 1865 aufgesetzt. Der Nordflügel entstand 1875. Da die Stadtmauer einbezogen war, waren manche Fenster anderthalb Meter tief. Um ihre Klassen zu erreichen, gingen die Lehrer oft durch eine andere hindurch, wenn sie nicht den Umweg über den Vorgarten machen wollten. Nach einem Bescheid des Ministers Ludwig Nicolovius vom 30. Juni 1810 sollte die Schule „künftig die einzige protestantische gelehrte Schule der Provinz Ost-Preußen, außer Königsberg, seyn“.
Am 24. Juni 1896 verlieh Kaiser Wilhelm II. der Schule dem Namen „Königliches Herzog-Albrechts-Gymnasium zu Rastenburg“. Zur 350-Jahr-Feier im Jahre 1896 wurde eine Gedenkmünze in Silber und Aluminium geprägt. Auf dem Avers war das (alte) Schulgebäude mit der Umschrift VIGEAS UT VIGUISTI IN SAECULA SAECULORUM, auf der Rückseite Herzog Albrecht abgebildet. Aufgeführt wurde Iphigenie auf Tauris.

### Neubau

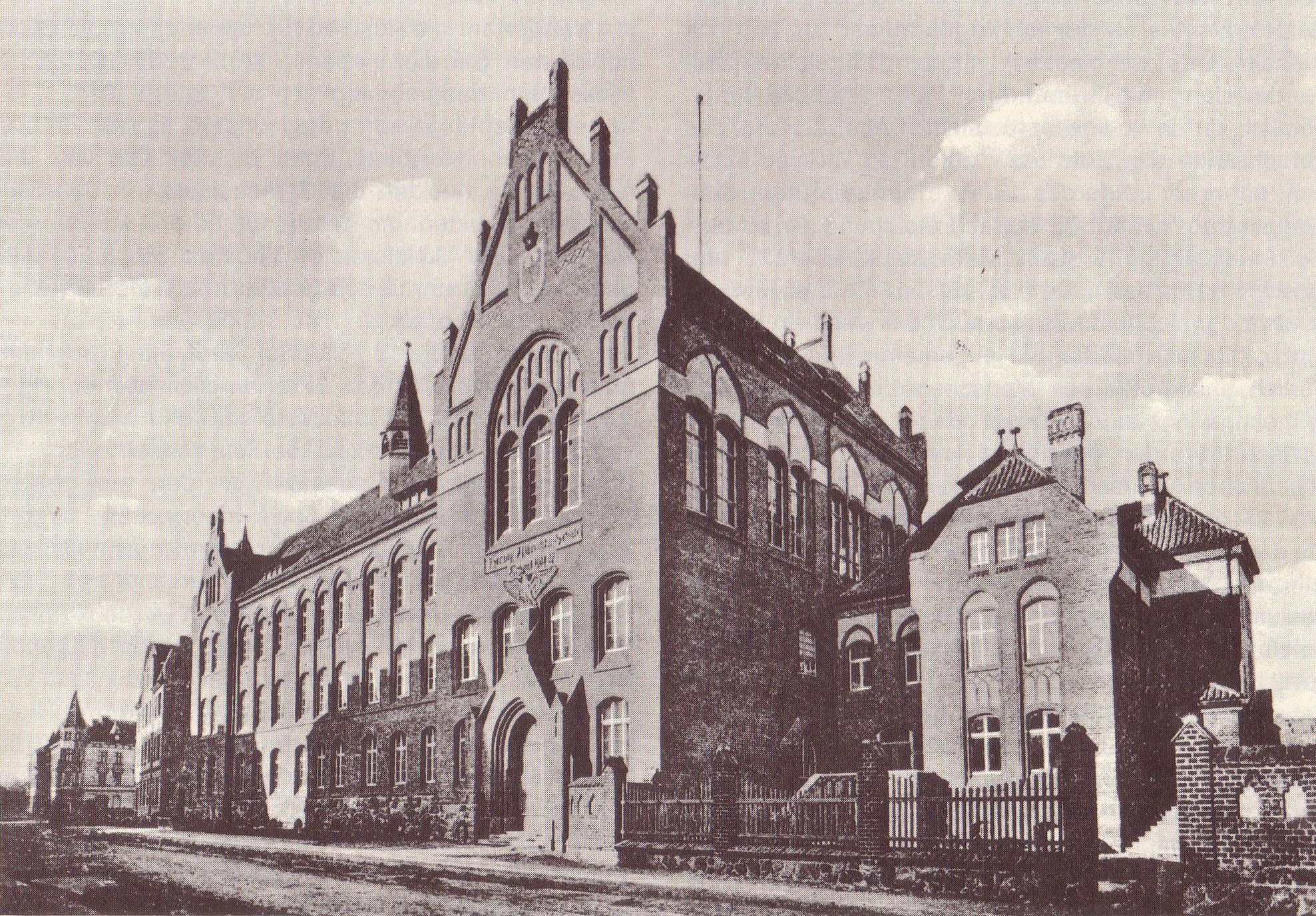
Neues Gymnasium (1907)

Nach 1904 wurde die Schule unter dem Direktor Prellwitz in ein Reformgymnasium umgewandelt, erhielt 1905 den Namen Herzog-Albrechts-Schule und bezog 1907 den fertiggestellten Neubau. Die Aula wurde von der Stadt für Konzerte und Vorträge genutzt. Die auswärtigen Schüler konnten ab 1906 in einem Schülerheim am Oberteich wohnen. Nach mehreren vergeblichen Versuchen wurde 1910 ein 8 Morgen großer Spielplatz hinter dem Kirchhof an der Chaussee nach Krausendorf erworben.
Die Schule hatte eine große Bibliothek mit wertvollen Büchern. Gehütet wurde sie von Starke.

### Sport
Die Eishockeyspieler der Herzog-Albrechts-Schule bildeten den Stamm der später zur Olympiareife herangewachsenen Rastenburger Eishockeymannschaft, die 1934 die kanadische Eishockeynationalmannschaft schlug. Am 10. Februar 1914 lernte die ganze Mittel- und Oberstufe auf dem Löwentinsee alle Wintersportarten kennen. Sportfahrten gegen Mannschaften anderer Schulen waren an der Tagesordnung.

### Bräuche
Bis 1896 trugen die Schüler einheitliche (nicht klassenverschiedene) grüne Tellermützen. Beim 350-jährigen Jubiläum wurden das Format und das „Himmelblau“ der Studentenmützen des Corps Masovia eingeführt. Dem masurischen Landescorps in Königsberg i. Pr. stellte die Herzog-Albrechts-Schule (wie das Kgl. Gymnasium Lyck) 240 Angehörige.
Wie allgemein in Ostpreußen erhielten die Abiturienten von Freunden und Verwandten Albertusnadeln und von der „Braut“ einen roten Stürmer. Zuweilen wurde dem Primus Omnium oder dem Kleinsten ein roter Zylinder geschenkt. Eine besondere Rastenburger Sitte war es, nach der Abiturprüfung „Alle bestanden!“ aus dem Fenster zu rufen und die Mützen und Hüte hinauszuwerfen.
Zu Kaisers Geburtstag am 27. Januar wurden Buchprämien ausgegeben. Als Garnison des ältesten preußischen Regiments, des Grenadier-Regiments „König Friedrich der Große“ (3. Ostpreußisches) Nr. 4, feierte Rastenburg 1912 den 200. Geburtstag von Friedrich dem Großen. Den Gymnasiasten wurden Gedenkschriften überreicht. In Erinnerung an die Ostpreußische Landwehr wurde das Stück „Das Volk steht auf“ von der Schulgemeinde am 7. Februar 1913 aufgeführt. In Kiel wurde die Kaiserliche Marine besucht.

## Heutiger Zustand
Da die Schule im Zweiten Weltkrieg nur gering beschädigt wurde, sind Gebäude und Einrichtung nahezu im Originalzustand vorhanden. Die Gebäude werden seit dem 23. September 1945 durch das polnische Liceum Ogólnokształcące im. Wojciecha Kętrzyńskiego w Kętrzynie („Wojciech-Kętrzyński-Gymnasium“, bis 1956 Państwowa Koedukacyjna Gimnjazium i Liceum Ogólnokształcące w Rastemborku) genutzt.

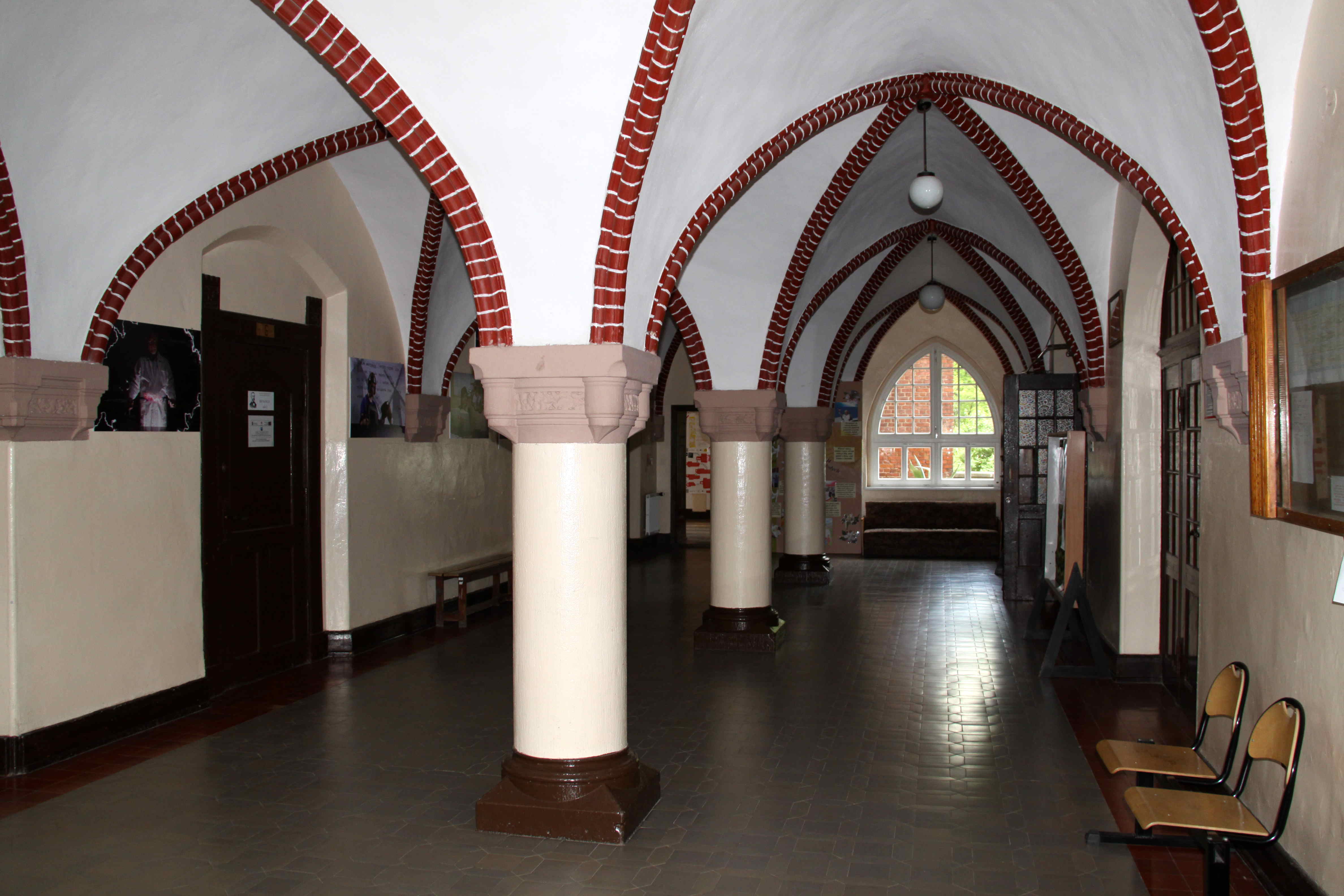
Eingangshalle
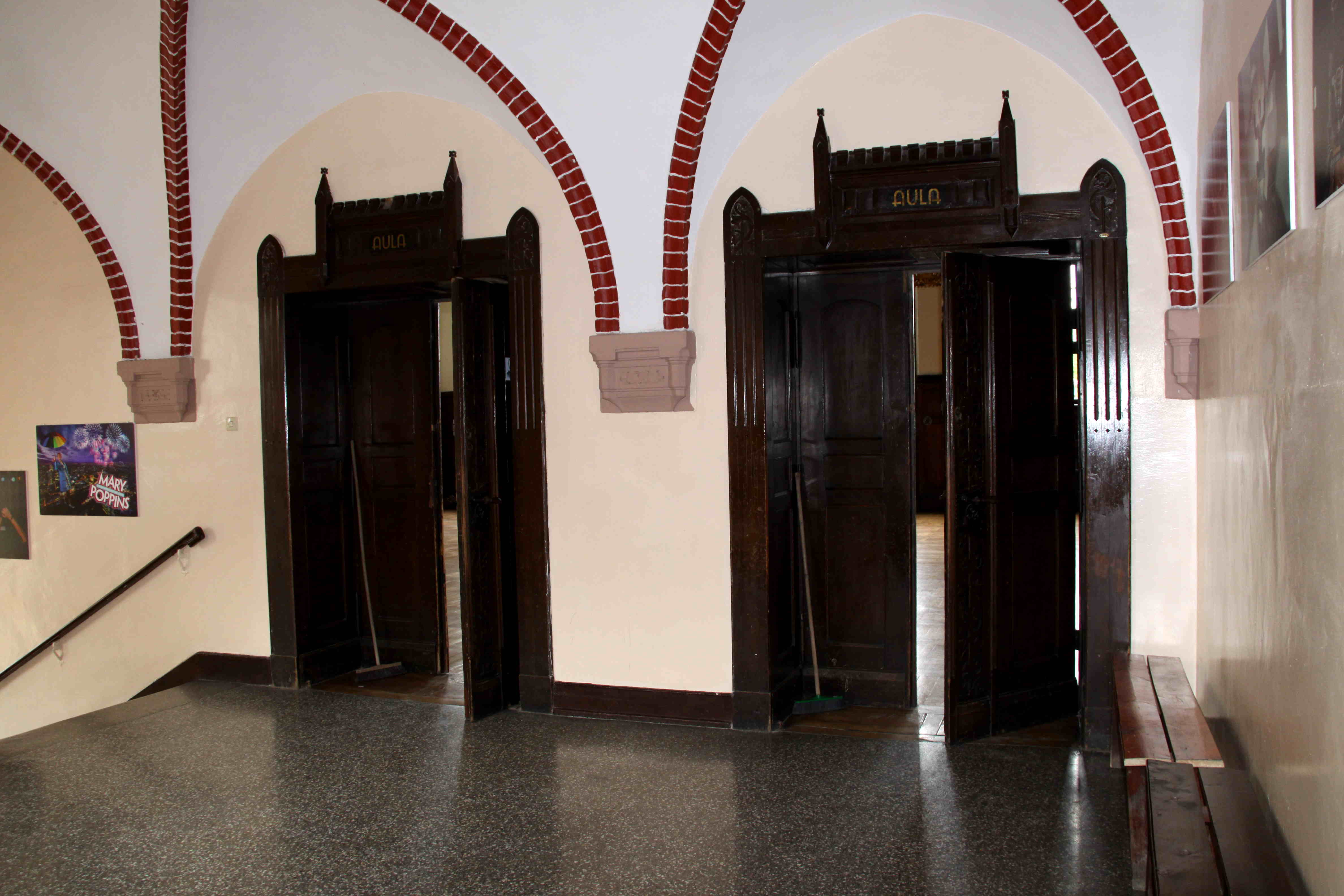
Eingang zur Aula
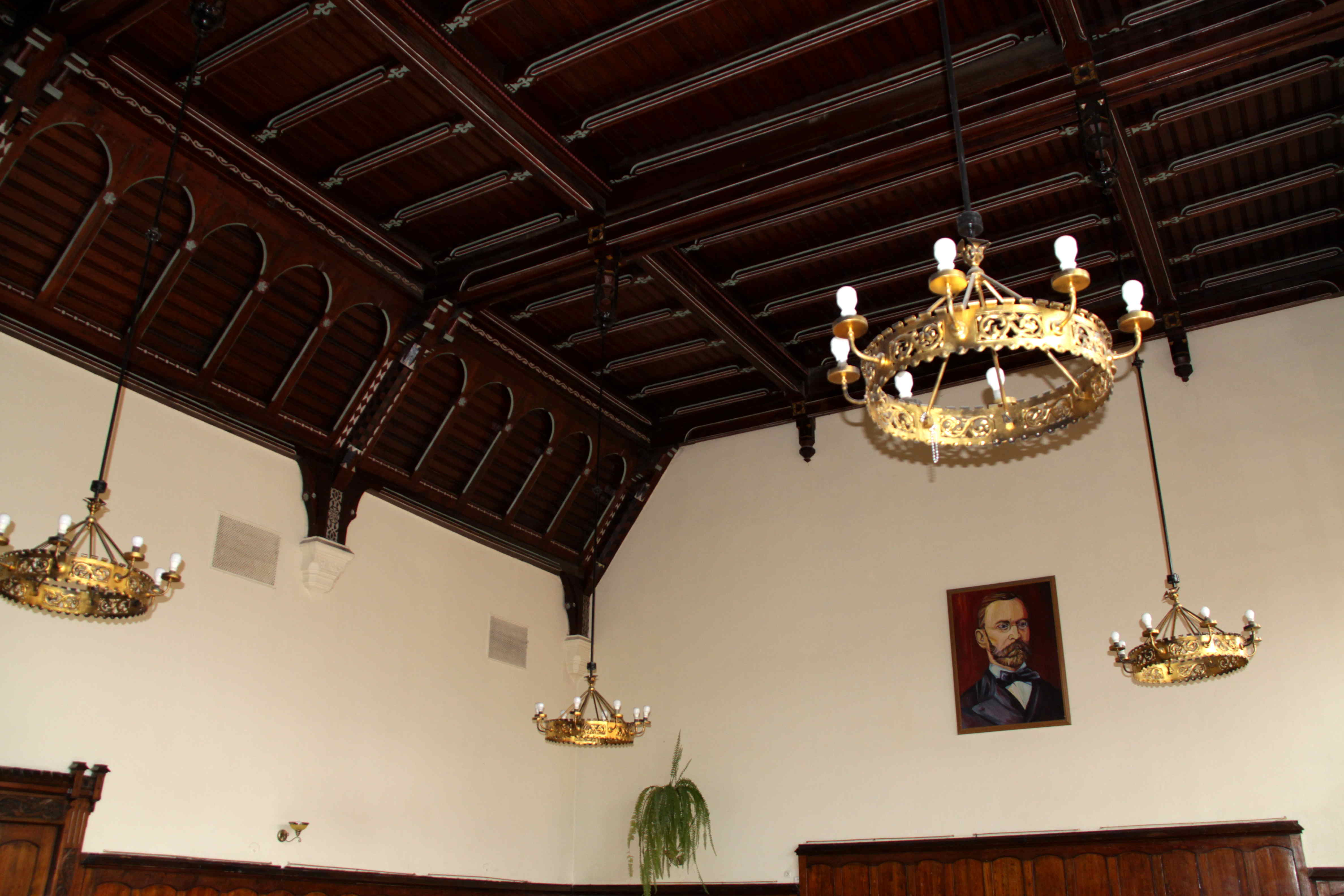
Decke der Aula
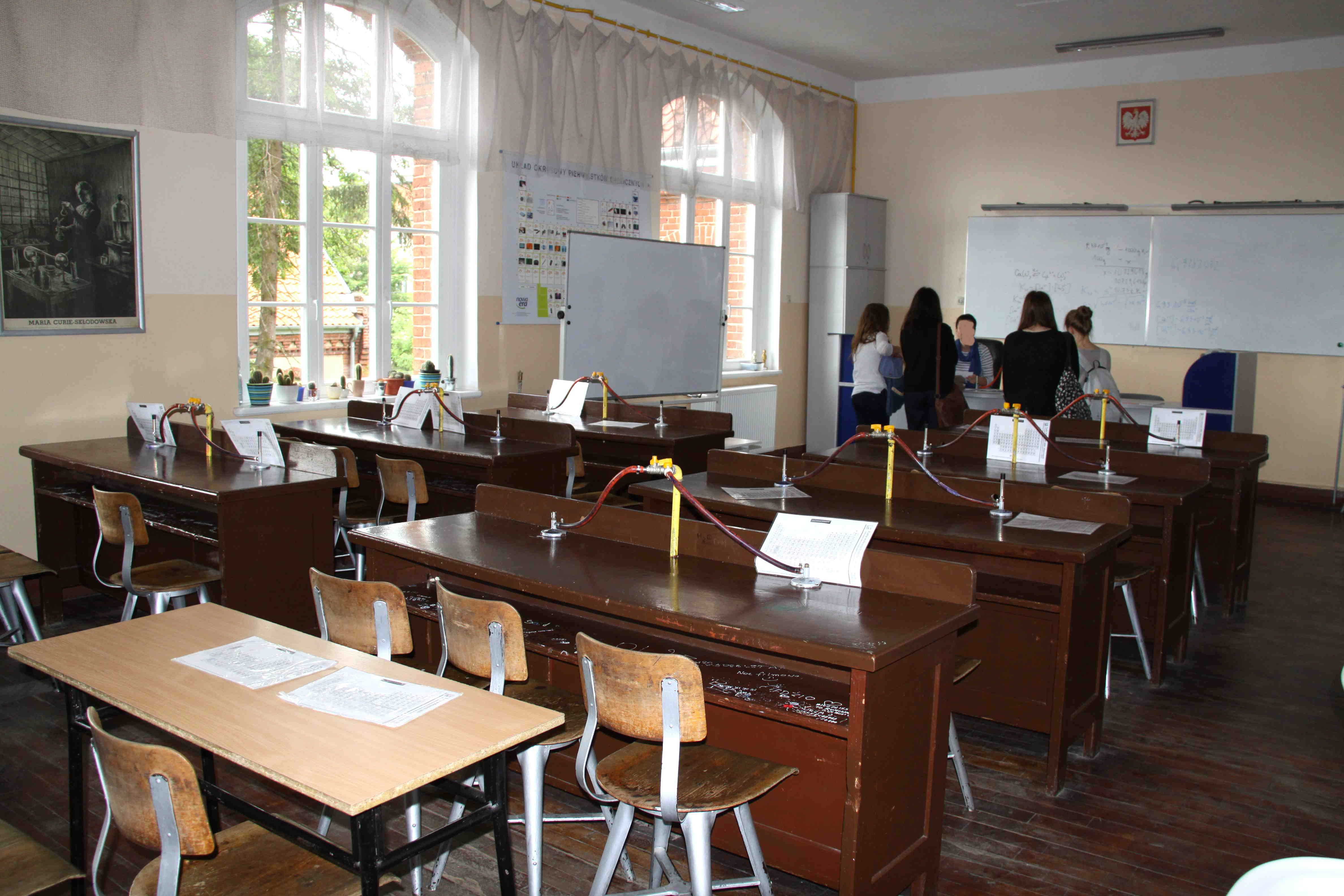
Unterrichtsraum (2014)

## Persönlichkeiten

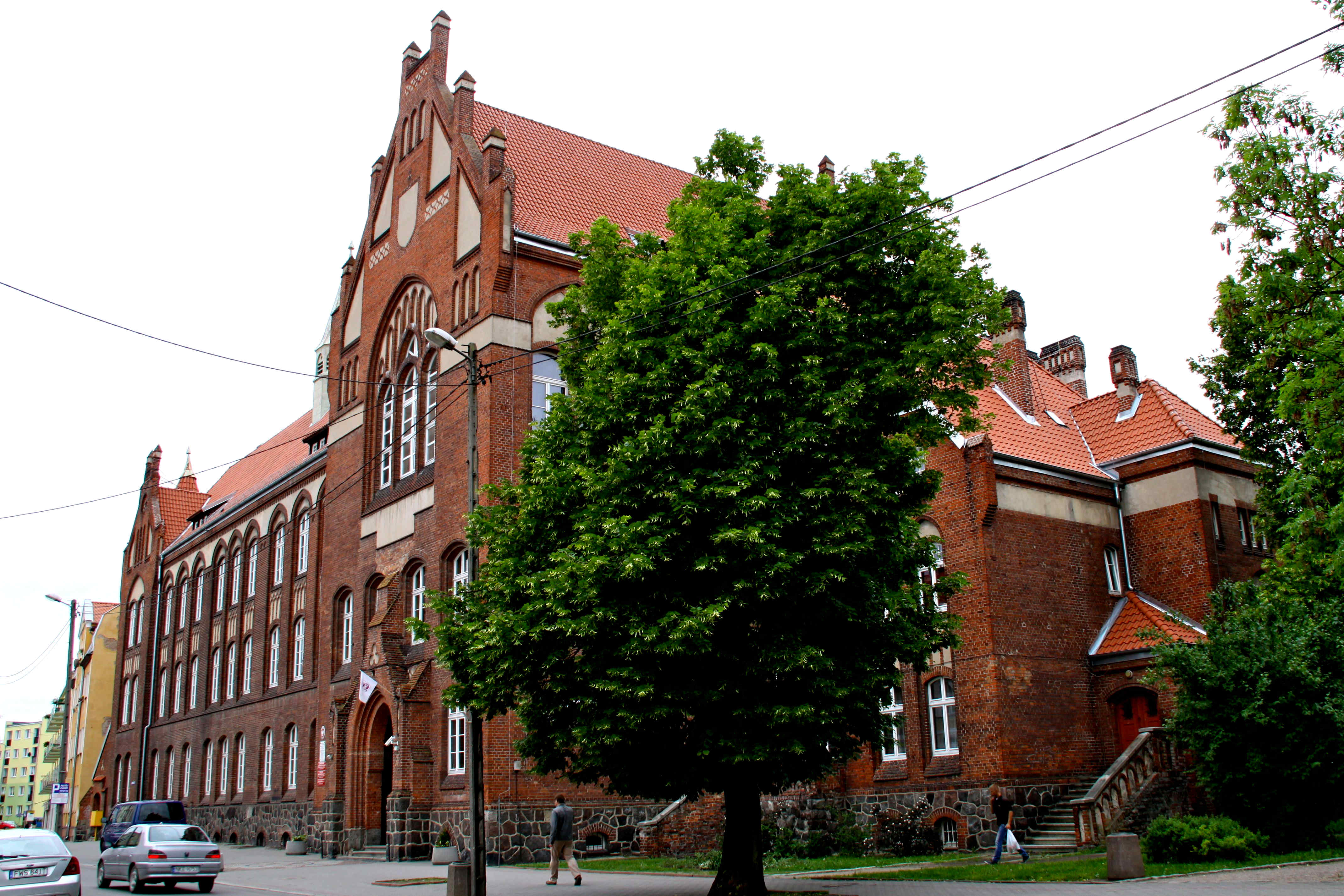
Schulgebäude (2014)

### Direktoren
- Valentin Neukirch (1546–1553), 1. Rektor[1]
- Huldreich Schaffer (1705–1707)[1]
- George Prinz (? –1756)
- Johann Cunde (1756–1759)
- Justus Friedrich Krüger (1804–1836)[1]
- Gottlob Wilhelm Heinicke (1836–1849)[1]
- Anton Brillowski (1849–vor 1858)[5]
- Friedrich Techow (vor 1858–1870)[6]
- Carl Friedrich Jahn (1870–1893)
- Wilhelm Großmann (1893–1902)
- Georg von Kobilynski (1902–1904), Sportlehrer[A 2]
- Geheimrat Walter Prellwitz (1904–1929)
- Oberstudiendirektor Kurt Ulonska (1929–1939)
- Max Doskocil (1939–1945)

### Lehrer
- Robert Jaensch, Mathematik

### Schüler
- Siegfried Aronhold, Mathematiker
- Hermann Beyer, HNO-Arzt
- Konrad Biesalski, Orthopäde, Direktor des Berliner Oskar-Helene-Heims
- Max Julius Le Blanc, Elektrochemiker
- Leo Cholevius, Literaturhistoriker
- Karl Claussen, Philologe, Mitglied des Preußischen Abgeordnetenhaus
- Eugen Drewello, Landrat
- Gustav Friedrich von Foller, preußischer Kriegs- und Domänenrat und Landrat
- Orlando Gortzitza, Philologe, Kirchenlieddichter, Mitglied des Preußischen Abgeordnetenhaus
- Rudolf von Gottschall, Schriftsteller, Literaturhistoriker
- Hugo Haase, Vorsitzender der SPD und der USPD, stellvertretender Reichskanzler
- Ernst Hahnrieder, Lehrer
- Arno Holz, Dichter
- Ferdinand Leopold Krieger, Jurist, Mitglied des Preußischen Abgeordnetenhaus
- Walter Koschorreck, Leiter der Universitätsbibliothek Heidelberg
- Waldemar Krossa, Landrat
- Fritz Milkau, Generaldirektor der Preußischen Staatsbibliothek
- Rudolf Nadolny, Botschafter in Moskau, Präsident des DRK
- Karl Nietzki, Pastor und Schriftsteller
- Julius von Pastau, Arzt
- Alfred Prang, Ministerialdirektor im Reichsverkehrsministerium
- Bernhard Presting, Religionspädagoge
- Walter Rogalla von Bieberstein, Mitglied des Preußischen Abgeordnetenhaus
- Ludwig Schadebrodt, Pastor, Mitglied des Preußischen Abgeordnetenhaus
- Franz von Schleussing, Offizier, Mitglied der Frankfurter Nationalversammlung
- Hermann Steppuhn, Rittergutsbesitzer, MdR
- Wilhelm Stobbe, Mitglied des Preußischen Abgeordnetenhaus
- Paul Thomaschki, Pfarrer an der Burgkirche in Königsberg
- Wilhelm Wien, Physiker, Nobelpreisträger
- Hugo Zwillenberg, Jurist, Unternehmer und Diplomat

## Holzbockaffäre
Zum 50. Geburtstag des Alumnus Arno Holz veranstaltete der Direktor Prellwitz 1913 eine Gedenkfeier mit Schülern, Lehrern und Ehrengästen. Nach Prellwitz’ Würdigung meinte der Oberlehrer und Alumnatleiter Bock, dass man Holz nicht zu den großen Dichtern zählen dürfe. Goethes Heideröslein sei den (oft derben) Versen von Holz doch überlegen. Die Kontroverse zwischen Prellwitz und Bock und die Ansichten für und gegen Arno Holz waren Stoff für eine Artikelreihe in der Rastenburger Zeitung unter dem Titel „Die Holzbockaffäre“.

## Patenschaft
Unter der Patenschaft des Kaiser-Wilhelm-Gymnasiums Hannover wurde die 400-Jahr-Feier am 30. August 1952 mit 170 ehemaligen Schülern in Hannover nachgeholt. Beim Festakt sprach Bruno Schumacher zur „Festigung der deutschen Kultur in Ostpreußen durch Herzog Albrecht“.

## Sonstiges
Die Schule hatte zehn Schülervereine. Wie eine Studentenverbindung war der Gymnasial-Sportbund Herzog Albrecht aufgezogen. Im Ersten Weltkrieg und danach hatte die Schule zwei Wandervogelgruppen. Mit dem eigenen Orchester, dem Rastenburger Madrigalchor und dem Schulchor führte der Gymnasial-Musikverein Oratorien in der St. Georgskirche auf, die zum Teil von der Ostmarken Rundfunk AG übertragen wurden. 1926 wurde der Stenoverein Tiro gegründet, der am 1. Oktober 1933 in den Deutschen Stenografenbund überführt wurde.